# Милан Кнежевић (политичар)
Милан Кнежевић (Титоград, 24. март 1980) црногорски и српски је политичар и књижевник. Тренутно обавља функцију народног посланика Скупштине Црне Горе. Оснивач је и предсједник Демократске народне партије Црне Горе, а био је и члан Предсједништва Демократског фронта. Тренутно је један од лидера коалиције За будућност Црне Горе (ДНП, НСД и РП), а 2023. године на парламентарним изборима био је носилац листе коалиције За будућност Црне Горе.

## Биографија
У Подгорици је завршио основну и средњу школу. Дипломирао је српски језик и јужнословенску књижевност на Филозофском факултету Универзитета Црне Горе у Никшићу.
Политиком је почео да се бави средином двехиљадитих година, тако што се придружио Социјалистичкој народној партији Црне Горе на чијем челу је био Срђан Милић, а у којој је Кнежевић био један од заступника у парламенту Црне Горе. 
Прије избора за посланике у Скупштини Црне Горе 2012. године, Социјалистичку народну партију Црне Горе напустили су Кнежевић и Предраг Булатовић и основали Демократски фронт.
Кнежевић је заједно са још 13 лица био оптужен и осуђен за покушај тероризма на дан парламентарних избора у Црној Гори 2016. године. Он је оптужбе сматрао неоснованим и политички мотивисаним. У фебруару 2021. Апелациони суд је укинуо пресуду и Кнежевић је ослобођен кривице у другостепеном поступку.
Као један од опозиционих лидера у Скупштини Црне Горе, Кнежевић је био изразито против контроверзног Закона о Слободи вјероисповјести који је предвиђао трансфер власништва над имовином осмовјековне канонске Српске православне цркве на Републику Црну Гору, уколико СПЦ не може да докаже власништво у одређеном року. Против Кнежевића и још двоје опозиционих политичара поднета је кривична пријава због наводног изазивања нереда у Скупштини Црне Горе поводом доношења контроверзног закона.
У јавности се током 2021. године појавио податак заснован на службеној забиљешки из Конзулата у Цириху Министарству унутрашњих послова Србије о томе да одређена лица у договору са лицима из безбједносног сектора у Црној Гори планирају његов атентат, за шта је наводно именовано одређено лице које је које је требало да за то узме 600.000 евра. Тим поводом Кнежевић је тражио дозволу за ношење оружја и обезбјеђење од стране надлежних органа Црне Горе.
Током мандата владе Здравка Кривокапића обављао је функцију предсједник скупштинског Одбора за безбједност.
Његова пјесничка дјела су заступљена у збиркама „Дан послије будућности” (1999), „Предио у праскозорје” (2008) као и у антологији „Ван кутије” (2009).
Поред матерњег српског, говори енглески и руски језик.

## Лични живот
Са партнерком Тамаром има сина Алексеја (р. 2023).

## Награде и признања

### Одликовања
- Орден српске заставе I степена (2022)[12]

### Књижевне и друге награде
- Награда Књижевног друштва Косова и Метохије за 2021. „Велике Грамате“, највеће признање за књижевно стваралаштво, очување српског језика и културе[13]
- Награда Радоје Домановић, додељује Удружење књижевника Србије (2022)[14]
- Светосавска повеља, додјељена за укупну дјелатност на пољу борбе за истину о Косову и Метохији (2023)[15]

## Дјела
Збирке поезије
- „Депонија снова“ (2007)[16]
- „Авлија бивших“ (2011)[16]
- „Дневник ситних грехова“ (2014)[16]
- „Електронска идентификација бирача“ (2016)[16]
- „Нијеми дијалози“ (2017)[16]
- „Робијашки рефрени“ (2020)[17]

Роман
- „Обала несанице“ (2021)[17]